# Gete Wami

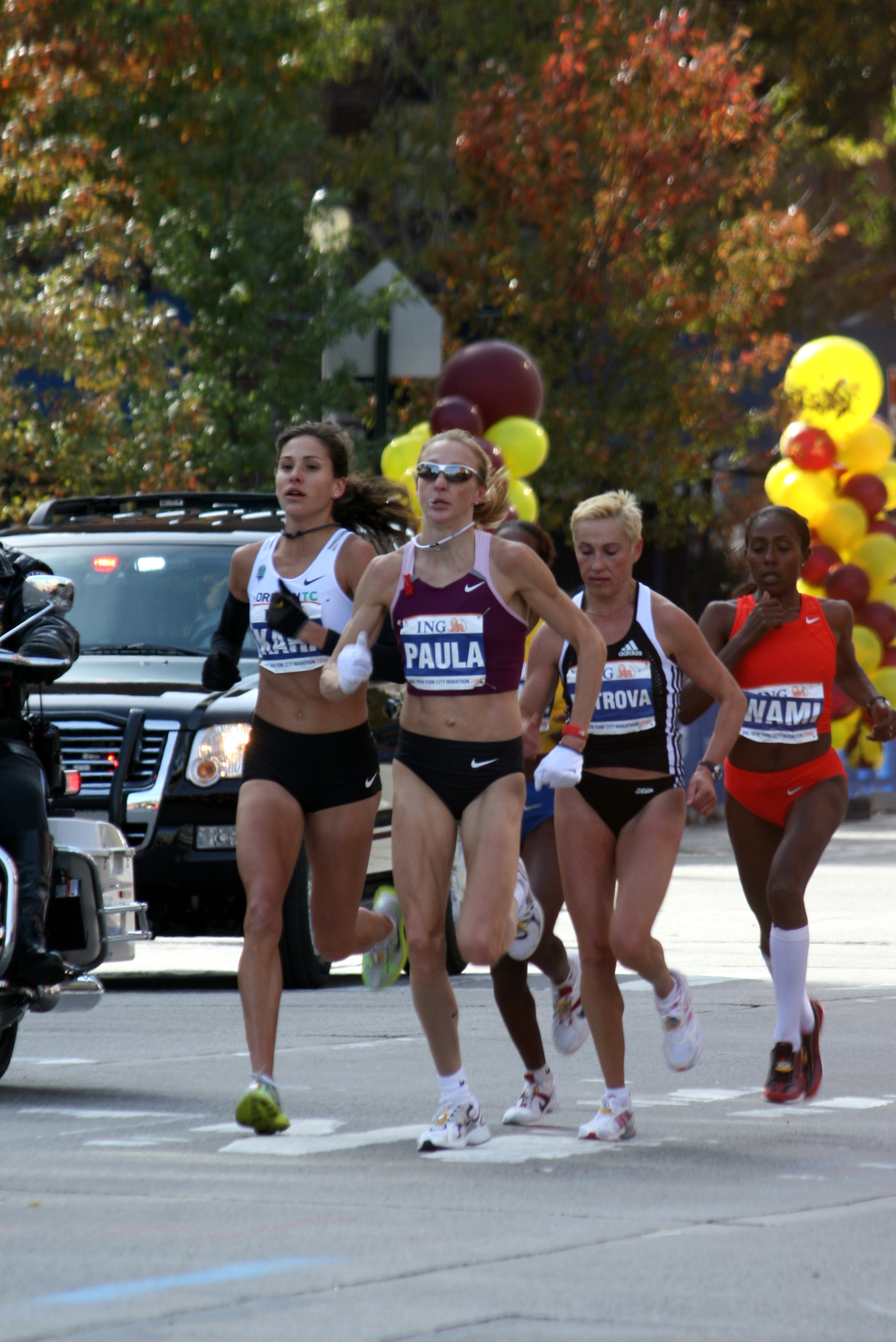
Gete Wami (rechts) beim New-York-Marathon 2008

Gete Wami (* 11. Dezember 1974 in Debre Berhan) ist eine äthiopische Langstreckenläuferin, Weltmeisterin und zweifache Medaillengewinnerin bei den Olympischen Spielen.
Ihren ersten großen Erfolg hatte sie 1992 in Seoul, als sie Vizeweltmeisterin der Juniorinnen im 10.000-Meter-Lauf wurde.
Bei den Afrikanischen Meisterschaften 1993 und bei den Panafrikanischen Spielen 1995 gewann sie die Bronzemedaille über 10.000 Meter. 1996 und 1999 wurde sie Crosslauf-Weltmeisterin auf der Langstrecke.
Bei den Weltmeisterschaften 1999 in Sevilla siegte sie über 10.000 Meter vor Paula Radcliffe (GBR) und Tegla Loroupe (KEN).
Im darauffolgenden Jahr stellte sie in Heusden mit 14:30,88 min einen afrikanischen Rekord über 5000 Meter auf. Bei den Olympischen Spielen 2000 in Sydney gewann sie dann die Bronzemedaille im 5000-Meter-Lauf hinter Gabriela Szabo (ROM) und Sonia O’Sullivan (IRL), sowie die Silbermedaille im 10.000-Meter-Lauf mit ihrer persönlichen Bestzeit von 30:22,48 min hinter Derartu Tulu (ETH) und vor Fernanda Ribeiro (POR).
2001 wurde sie erst Crosslauf-Weltmeisterin auf der Kurzstrecke und (wie im Jahr zuvor) Vizeweltmeisterin auf der Langstrecke und holte dann bei den Weltmeisterschaften in Edmonton die Bronzemedaille über 10.000 Meter hinter ihren Landsfrauen Derartu Tulu und Berhane Adere.
2002 gewann sie den Amsterdam-Marathon in 2:22:19 h und 2006 den Berlin-Marathon in 2:21:34 h. Beide Zeiten waren äthiopischer Rekord im Marathonlauf, wobei die zweite kurz danach von Berhane Adere beim Chicago-Marathon übertroffen wurde.
2007 wurde sie Zweite beim London-Marathon in 2:21:45 h und gewann erneut den Berlin-Marathon in einer Zeit von 2:23:17 h. Fünf Wochen danach belegte sie beim New-York-City-Marathon den zweiten Platz hinter Paula Radcliffe in 2:23:32 h und wurde damit die Siegerin der Serie 2006/07 der World Marathon Majors.
2008 wurde sie Dritte beim London-Marathon, obwohl sie bei Kilometer 30 gestürzt war.
Gete Wami ist 1,54 m groß und wiegt 45 kg. Seit 1999 ist sie mit Geteneh Tessema verheiratet, und seit 2003 ist sie Mutter einer Tochter.